# Heinz Drossel
Heinz Drossel  (* 21 de septiembre de 1916, Berlín – † 28 de abril de 2008, Waldkirch, Alemania) fue un teniente alemán durante la Segunda Guerra Mundial que rehusó afiliarse al partido nazi. Después de la guerra actuó como juez y fue nombrado Justo entre las Naciones.

## Biografía
Nació y estudió leyes en Berlín. Trató de emigrar en 1938 pero fracasó; en 1939 un día después de su examen final fue reclutado.
Drossel era hijo de ardientes Antinazis y pese a que debió luchar rehusó afiliarse. Peleó en el frente francés y entre 1941-45 en el frente ruso donde fue promovido a oficial.
Sin dar señales de debilidad frente a sus responsabilidades, salvó y asistió judíos y prisioneros de guerra subrepticiamente.
En 1942 regresando a su casa una mujer se aterrorizó ante su uniforme y trató de saltar desde un puente. Él la rescató y escondió en su casa prestándole ayudar para escapar.
En la primavera de 1945 fue nuevamente enviado al frente ruso, ordenado a atacar una escuadra rusa días antes del fin de la contienda se negó.
La SS entonces quiso fusilarlo pero él ordenó a sus hombres disparar contra la SS. Fue arrestado, llevado a corte marcial y condenado a ejecución pero fue liberado por las fuerzas rusas y enviado a un campo de prisioneros.
Liberado en 1946, se reunió con Marianne, la mujer del puente, y se casó con ella.
Se convirtió en juez, cargo que ejerció hasta 1981.
Fue condecorado con la Cruz de la Orden del Mérito alemán y entre los Justos entre las Naciones.

## Premios
- 2000:Justos entre las Naciones.
- 2001:Bundesverdienstkreuz.
- 2004:Medalla Wallenberg de la Universidad de Míchigan.